# Epinephelus
Epinephelus ist eine Gattung der Zackenbarsche (Epinephelidae). Die Fische leben küstennah in tropischen und subtropischen Regionen aller Weltmeere.

## Merkmale
Epinephelus-Arten haben einen langgestreckten, massiven, zylindrischen oder seitlich zusammengedrückten Körper. Je nach Art erreichen sie Längen von zwölf Zentimetern bis zu 2,70 Metern. Der massige Kopf kann ein Drittel bis fast die Hälfte der Standardlänge (Abstand zwischen Kiemendeckel und Schwanzflossenwurzel) erreichen. Der Vorderteil der Kiefer kann vergrößerte "Hundszähne" tragen, die bei einem Teil der Arten allerdings eher klein sind. Auch das Gaumenbein ist bezahnt.

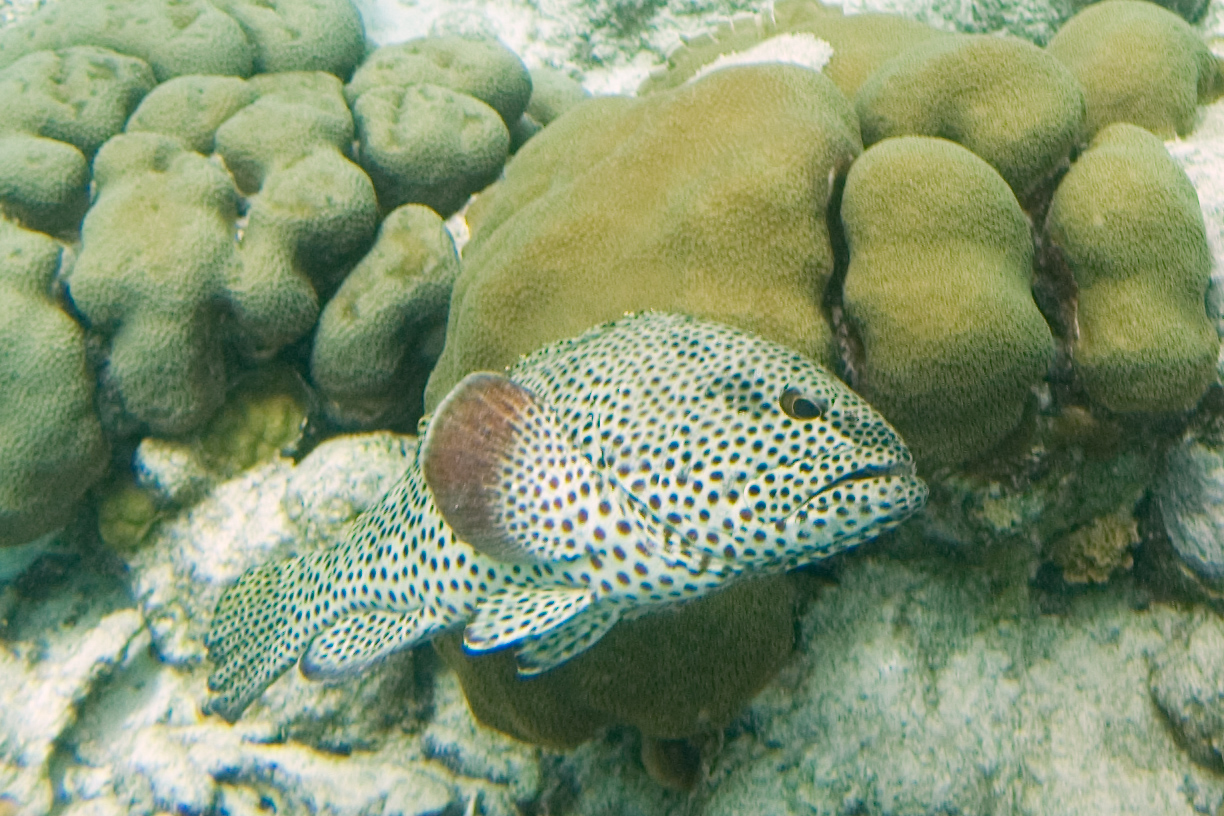
Epinephelus adscensionis
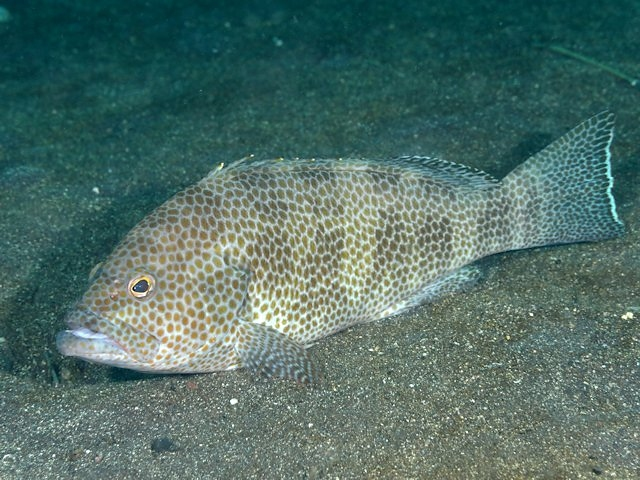
Epinephelus areolatus
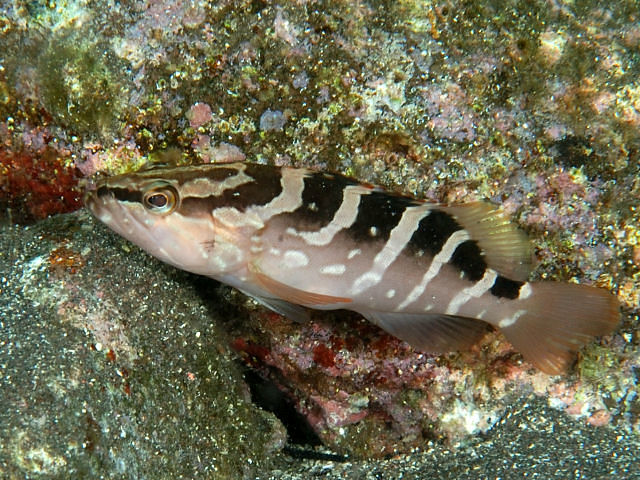
Epinephelus bruneus
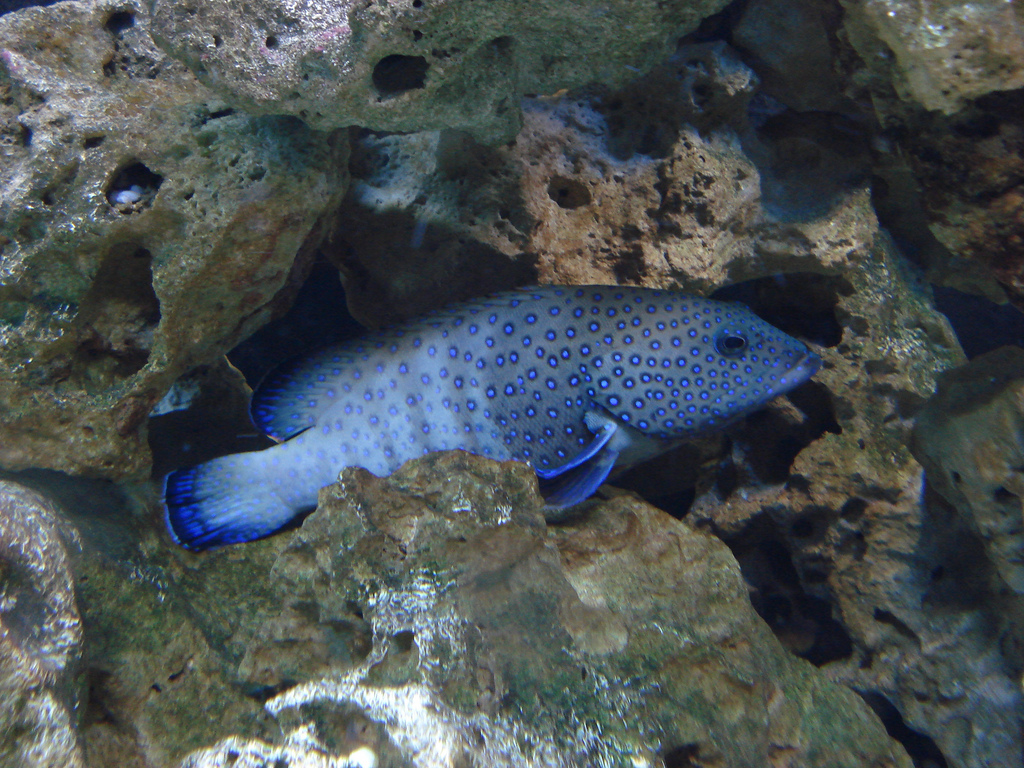
Blauer Zackenbarsch (E. cyanopodus)
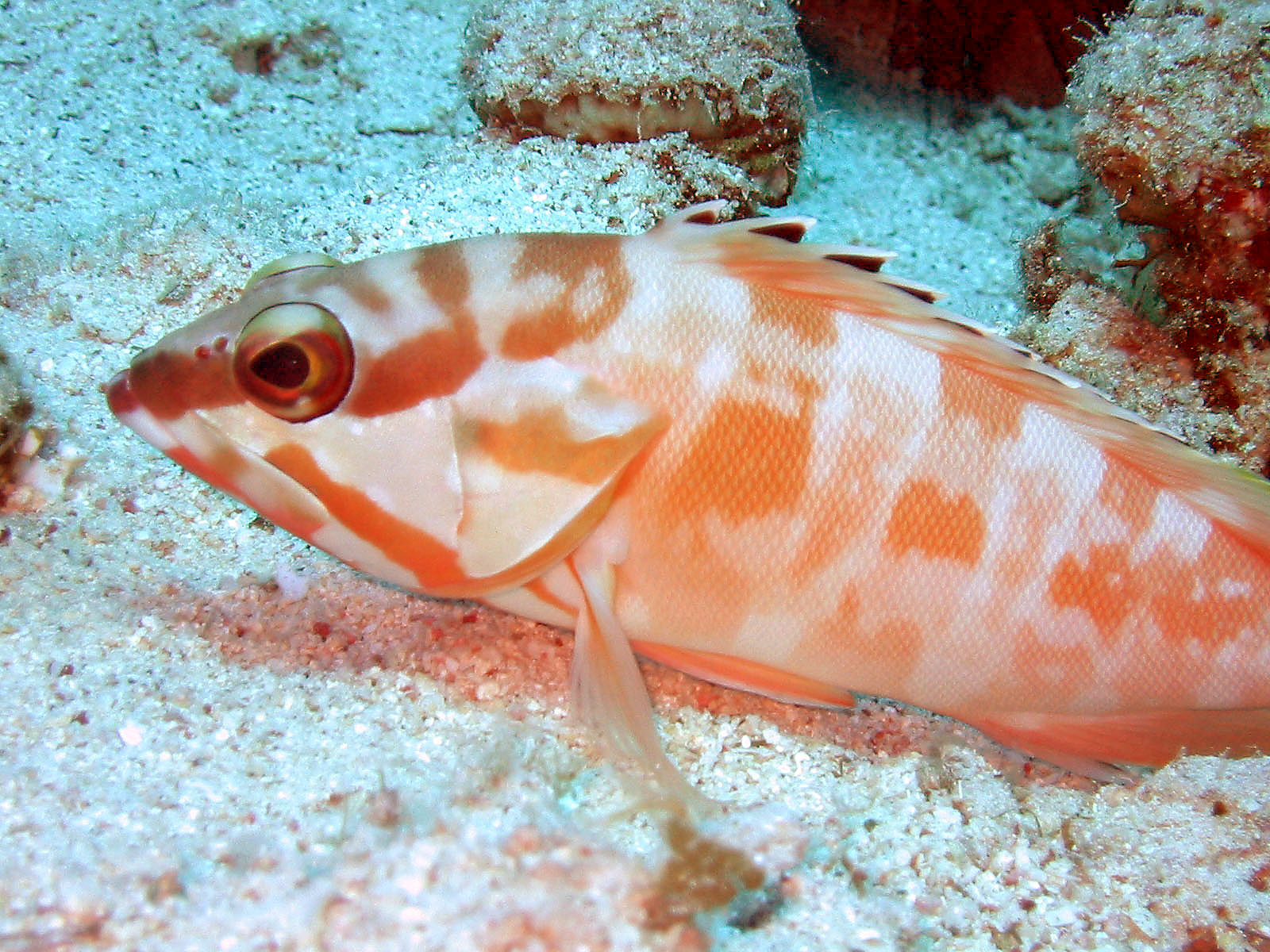
Epinephelus fasciatus
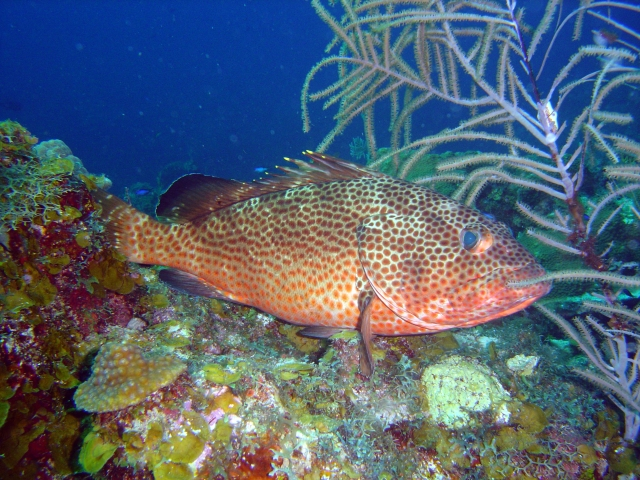
Epinephelus guttatus
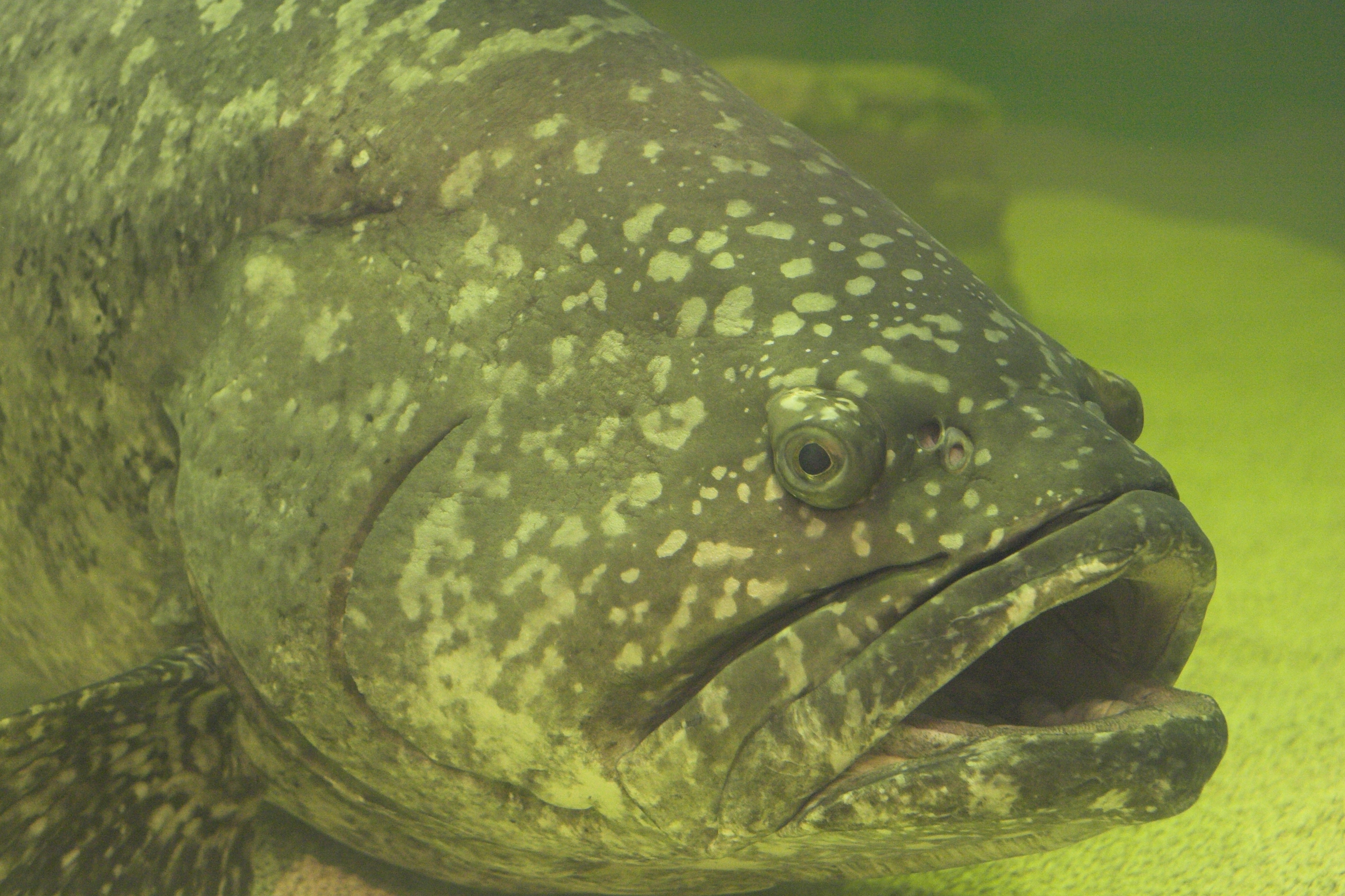
Epinephelus itajara
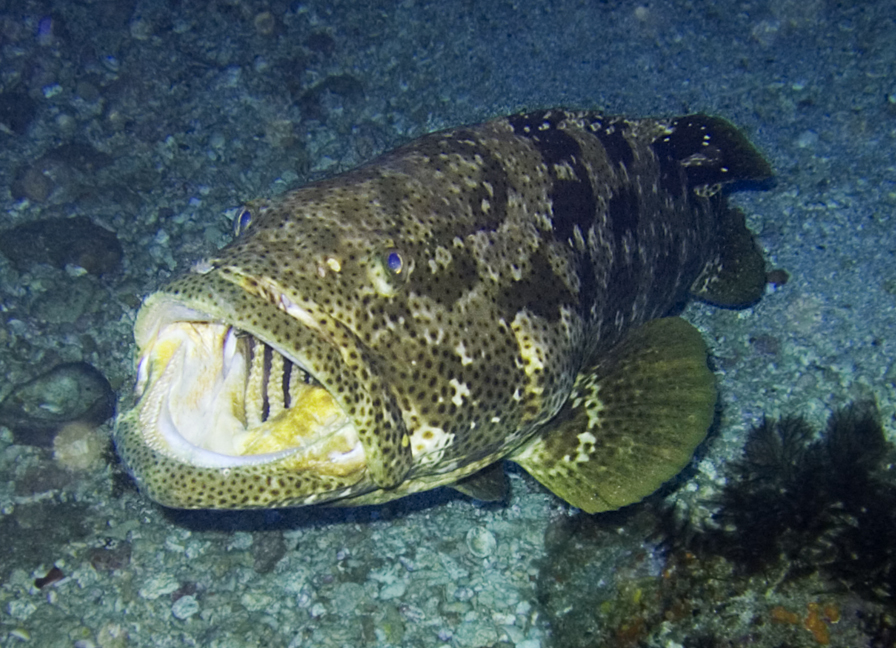
Epinephelus malabaricus
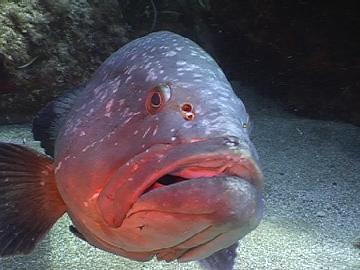
Epinephelus marginatus
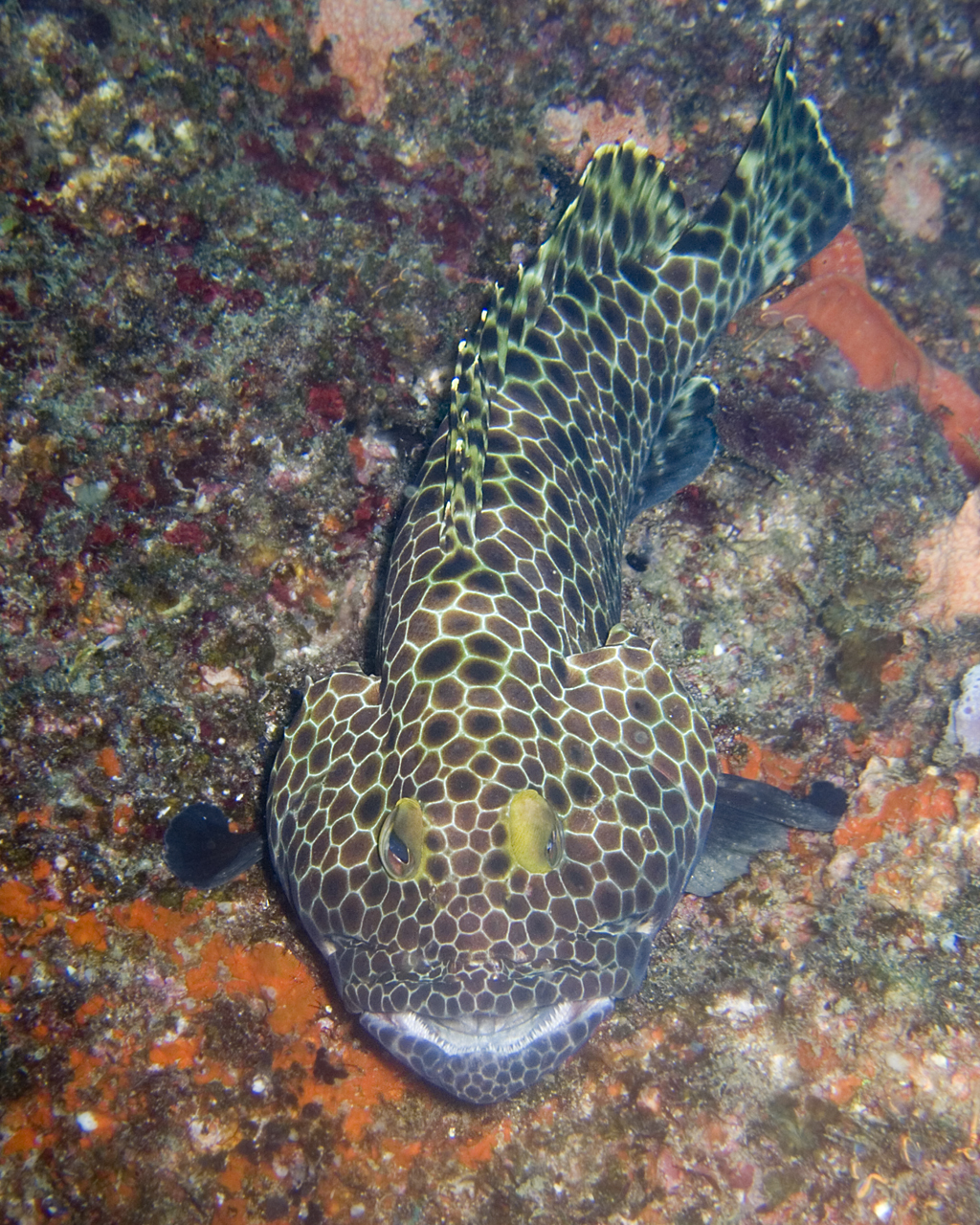
Epinephelus merra
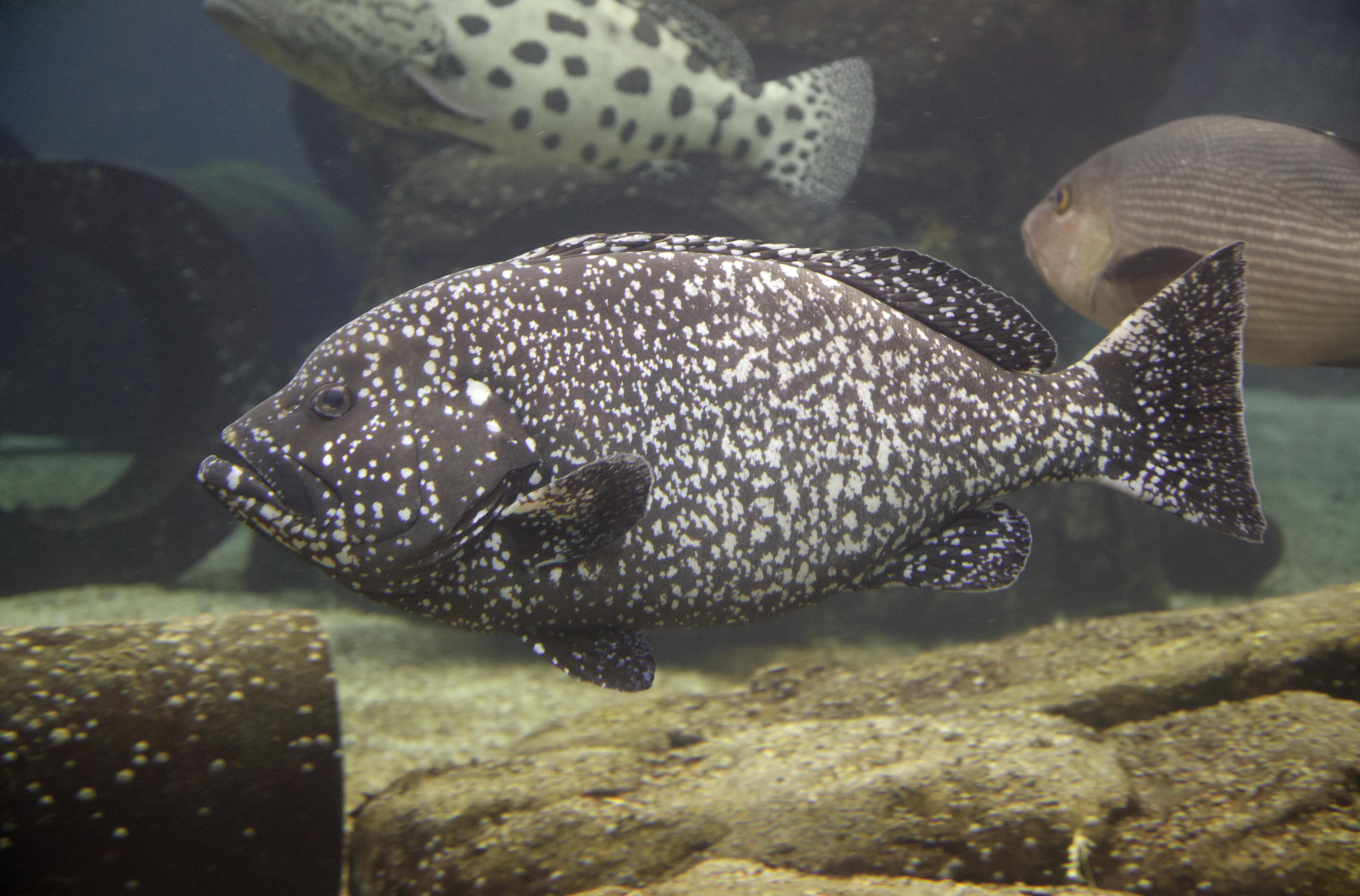
Weißflecken Zackenbarsch (E. multinotatus)
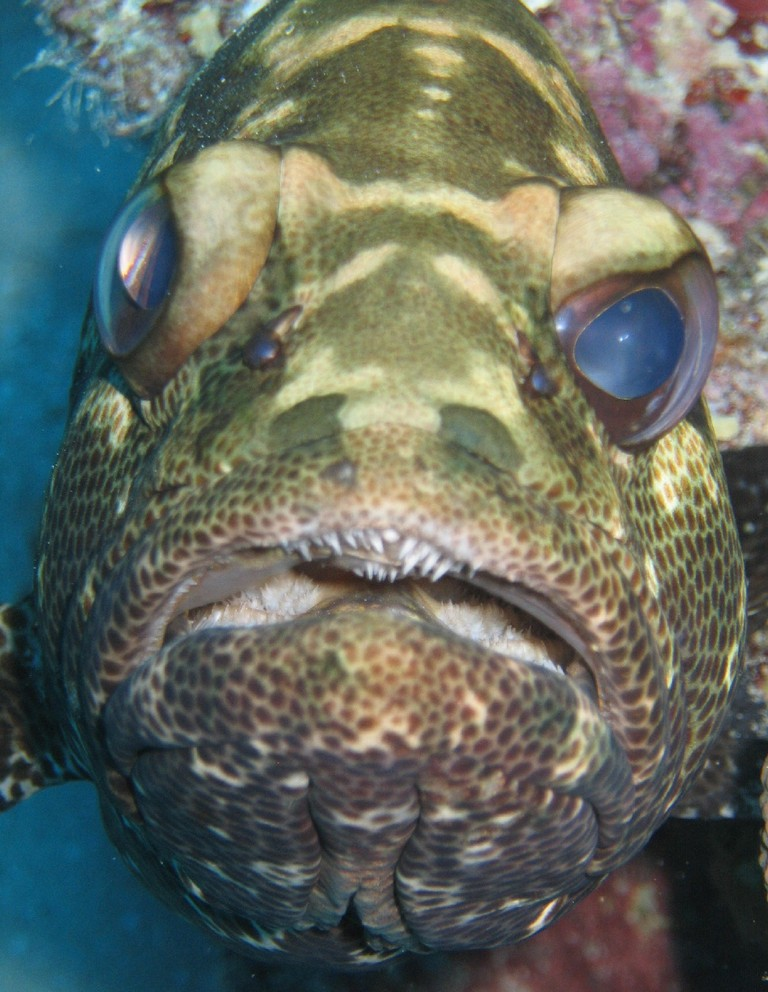
Epinephelus polyphekadion
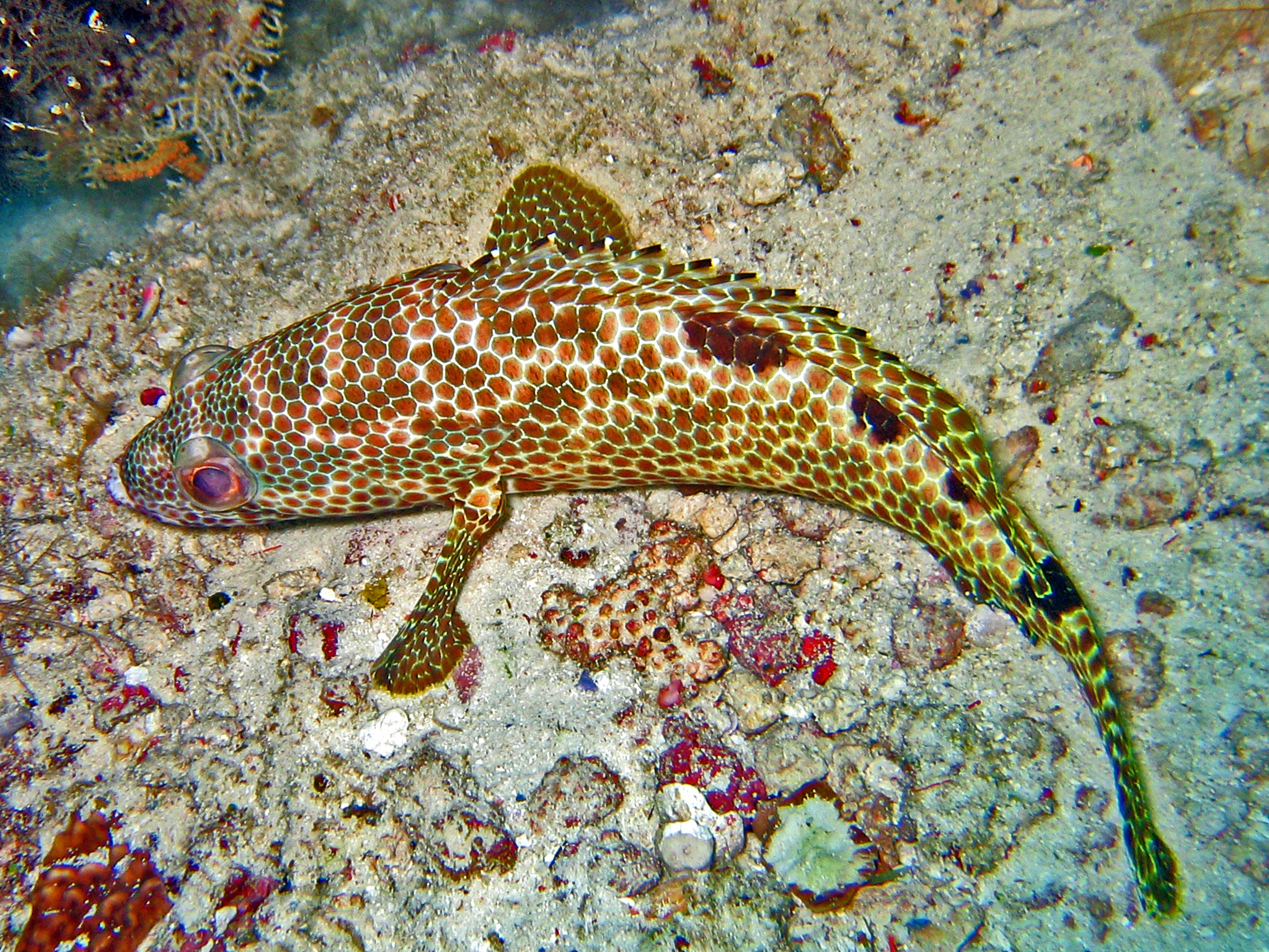
Epinephelus spilotoceps
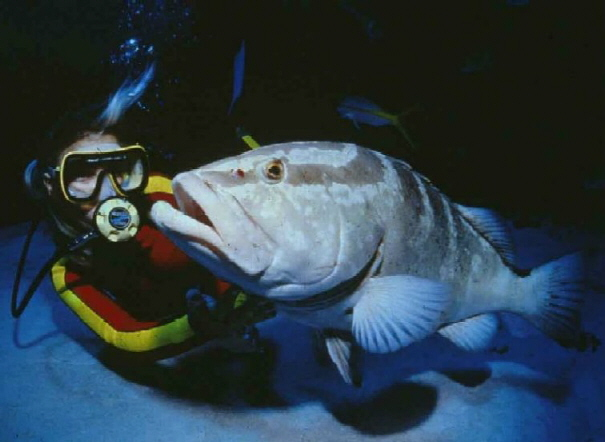
Epinephelus striatus
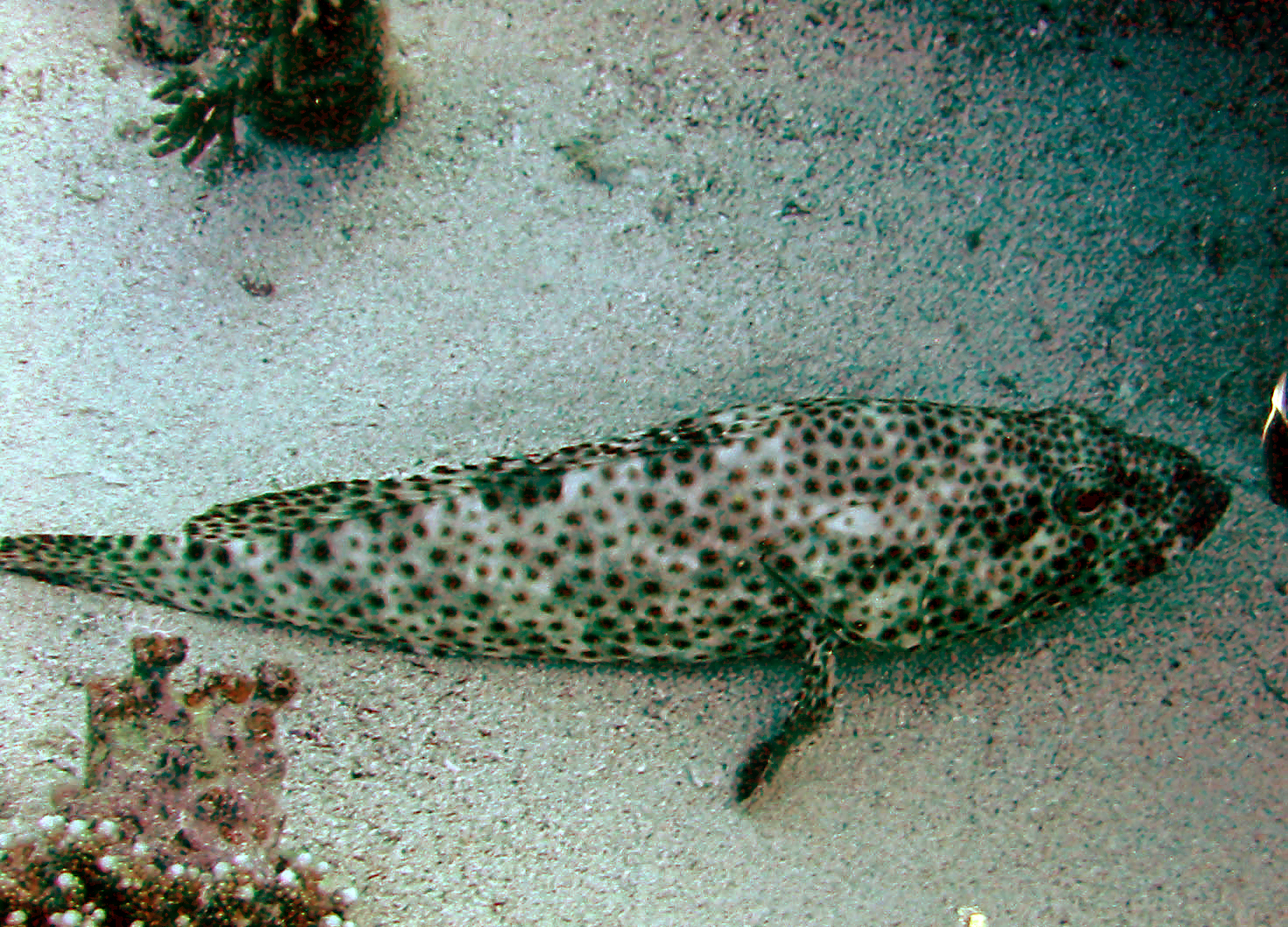
Epinephelus tauvina
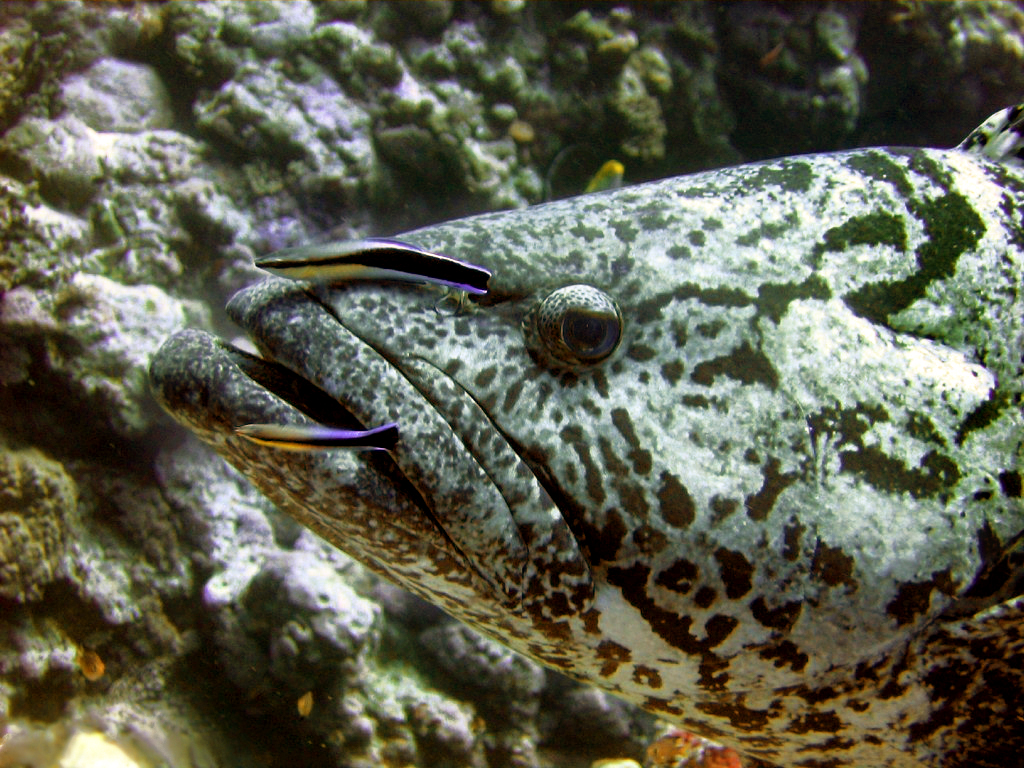
Epinephelus tukula mit Putzerlippfischen

Die Rückenflosse hat normalerweise elf Hart- (zehn bei E. analogus) und zwölf bis 19 Weichstrahlen. Die Basis des weichstrahligen Teils der Rückenflosse ist nicht länger als die Basis des hartstrahligen Teils. Die Afterflosse hat drei Hart- und sieben bis zehn Weichstrahlen. Die Brustflossen sind abgerundet, die mittleren Flossenstrahlen sind am längsten. Die Schwanzflosse ist abgerundet, schließt gerade ab oder ist leicht eingebuchtet. Die Schuppen sind glatt oder Kammschuppen.

## Lebensweise
Die meisten Epinephelus-Arten leben in Fels- und Korallenriffen, einige Arten (E. aeneus, E. bruneus, und E. areolatus) auch über Weich- und Sandböden. Meist werden Tiefen von 10 bis 200 Metern bewohnt, nur wenige Arten bewohnen größere Tiefen bis 525 Metern. Die beiden größten Arten, E. itajara und E. lanceolatus, die beide mehr als zwei Meter lang und über 400 kg schwer werden, schwimmen auch oft in Flussmündungen und in Häfen.
Epinephelus-Arten ernähren sich von Fischen und größeren Wirbellosen, vor allem von Krebstieren. Die Nahrung wird im Riff oder am Bodengrund gesucht. E. undulosus, der viele lange Kiemenreusendornen hat, frisst pelagische Manteltiere.

## Fortpflanzung
Die Fortpflanzung wurde nur bei wenigen Arten untersucht. Die Epinephelus-Arten scheinen protogyne Hermaphroditen zu sein. Bei einigen Arten gibt es allerdings Männchen, die kleiner als die Weibchen sind, so dass sie vielleicht nicht durch ein vorgehendes weibliches Stadium gegangen sind. Auch scheinen nicht alle Weibchen bei fortschreitendem Alter ihr Geschlecht zu wechseln.

## Verbreitung
Die meisten Epinephelus-Arten leben im westlichen Indopazifik, acht leben im östlichen Pazifik, elf im westlichen Atlantik und neun im östlichen Atlantik und im Mittelmeer. Zwei leben sowohl im östlichen Pazifik wie im westlichen Atlantik (E. itajara und E. mystacinus). Epinephelus itajara, der oft in Flussmündungen vorkommt, hat wahrscheinlich durch den Panama-Kanal den östlichen Pazifik erreicht.

## Fischerei
Epinephelus-Arten gehören zu den wichtigsten Fangfischen in der Fischerei der Tropen; das Fleisch erzielt hohe Preise. E. coioides und E. malabaricus werden in Aquakultur gehalten.

## Arten
Nach einer im September 2018 veröffentlichten umfangreichen Revision werden heute 77 Arten in die Gattungen Epinephelus gestellt. Epinephelus ist damit die artenreichste Gattung der Zackenbarsche.
- Felsen-Zackenbarsch (Epinephelus adscensionis) (Osbeck, 1765).
- Epinephelus aeneus (Geoffroy Saint-Hilaire, 1817).
- Epinephelus akaara (Temminck & Schlegel, 1842).
- Pantherfisch (Epinephelus altivelis) (Valenciennes, 1828).
- Epinephelus amblycephalus (Bleeker, 1857).
- Epinephelus analogus Gill, 1863.
- Polygon-Wabenbarsch (Epinephelus areolatus) (Forsskål, 1775).
- Epinephelus awoara (Temminck & Schlegel, 1842).
- Epinephelus bilobatus Randall & Allen, 1987.
- Epinephelus bleekeri (Vaillant, 1878).
- Weißrand-Zackenbarsch (Epinephelus bontoides) (Bleeker, 1855).
- Epinephelus bruneus Bloch, 1793.
- Braunpunkt-Zackenbarsch (Epinephelus chlorostigma) (Valenciennes, 1828).
- Epinephelus clippertonensis Allen & Robertson, 1999.
- Milchstraßen-Zackenbarsch (Epinephelus coeruleopunctatus) (Bloch, 1790).
- Orangegefleckter Zackenbarsch (Epinephelus coioides) (Hamilton, 1822).
- Korallen-Zackenbarsch (Epinephelus corallicola) (Valenciennes, 1828).
- Epinephelus craigi Frable et al., 2018.[2]
- Blauer Zackenbarsch (Epinephelus cyanopodus) (Richardson, 1846).
- Schwarzer Zackenbarsch (Epinephelus daemelii) (Günther, 1876).
- Epinephelus diacanthus (Valenciennes, 1828).
- Wolken-Zackenbarsch (Epinephelus erythrurus) (Valenciennes, 1828).
- Epinephelus fasciatomaculosus (Peters, 1865).
- Baskenmützen-Zackenbarsch (Epinephelus fasciatus) (Forsskål, 1775).
- Epinephelus faveatus (Valenciennes, 1828).
- Gelbflossen-Zackenbarsch (Epinephelus flavocaeruleus) (Lacépède, 1802).
- Stierkopf-Zackenbarsch (Epinephelus fuscoguttatus) (Forsskål, 1775).
- Epinephelus fuscomarginatus Johnson & Wilmer, 2019[3]
- Gabriellas Zackenbarsch (Epinephelus gabriellae) Randall & Heemstra, 1991.
- Epinephelus geoffroyi (Klunzinger, 1870).
- Trauerrand-Zackenbarsch (Epinephelus guttatus) (Linnaeus, 1758).
- Hexagon-Wabenbarsch (Epinephelus hexagonatus) (Forster, 1801).
- Schwarzsattel-Zackenbarsch (Epinephelus howlandi) (Günther, 1873).
- Epinephelus kupangensis Tucker, Kurniasih and Craig, 2016.
- Epinephelus irroratus (Forster, 1801).
- Riesenzackenbarsch (Epinephelus itajara) (Lichtenstein, 1822).
- Epinephelus kupangensis Tucker et al., 2016.
- Sternen-Zackenbarsch (Epinephelus labriformis) (Jenyns, 1840).
- Dunkler Riesenzackenbarsch (Epinephelus lanceolatus) (Bloch, 1790).
- Epinephelus latifasciatus (Temminck & Schlegel, 1842).
- Spitzkopf-Zackenbarsch (Epinephelus leucogrammicus) (Valenciennes, 1828).
- Segelflossen-Zackenbarsch (Epinephelus longispinis) (Kner, 1864).
- Weißbauch-Zackenbarsch (Epinephelus macrospilos) (Bleeker, 1855).
- Hochflossen Wabenbarsch (Epinephelus maculatus) (Bloch, 1790).
- Epinephelus magniscuttis Postel, Fourmanoir & Guézé, 1963.
- Malabar-Zackenbarsch (Epinephelus malabaricus) (Bloch & Schneider, 1801).
- Rückenfleck-Wabenbarsch (Epinephelus melanostigma) Schultz, 1953.
- Zwerg-Wabenbarsch (Epinephelus merra) Bloch, 1793.
- Netzflossen-Zackenbarsch (Epinephelus miliaris) (Valenciennes, 1830).
- Epinephelus moara (Temminck & Schlegel, 1842).
- Roter Zackenbarsch (Epinephelus morio) (Valenciennes, 1828).
- Weißflecken-Zackenbarsch (Epinephelus multinotatus) (Peters, 1876).
- Schneeflocken-Zackenbarsch (Epinephelus ongus) (Bloch, 1790).
- Epinephelus polylepis Randall & Heemstra, 1991.
- Getarnter Zackenbarsch (Epinephelus polyphekadion) (Bleeker, 1849).
- Epinephelus polystigma (Bleeker, 1853).
- Epinephelus quinquefasciatus (Lichtenstein, 1822).
- Bumerang-Wabenbarsch (Epinephelus quoyanus) (Valenciennes, 1830).
- Epinephelus retouti Bleeker, 1868.
- Halbmond-Zackenbarsch (Epinephelus rivulatus) (Valenciennes, 1830).
- Epinephelus sexfasciatus (Valenciennes, 1828).
- Brandungs-Zackenbarsch (Epinephelus socialis) (Günther, 1873).
- Vierfleck-Wabenbarsch (Epinephelus spilotoceps) Schultz, 1953.
- Epinephelus stictus Randall & Allen, 1987.
- Sand-Zackenbarsch (Epinephelus stoliczkae) (Day, 1875).
- Nassau-Zackenbarsch (Epinephelus striatus) (Bloch, 1792).
- Summana-Zackenbarsch (Epinephelus summana) (Forsskål, 1775).
- Rostflecken-Zackenbarsch (Epinephelus tauvina) (Forsskål, 1775).
- Epinephelus trimaculatus (Valenciennes, 1828).
- Epinephelus tuamotuensis Fourmanoir, 1971.
- Gefleckter Riesenzackenbarsch (Epinephelus tukula) Morgans, 1959.
- Maori-Zackenbarsch (Epinephelus undulatostriatus) (Peters, 1866).
- Wellenlinien-Zackenbarsch (Epinephelus undulosus) (Quoy & Gaimard, 1824).

Species incertae sedis:
- Epinephelus chlorocephalus (Valenciennes, 1830).
- Epinephelus indistinctus Randall & Heemstra, 1991.
- Epinephelus lebretonianus (Hombron & Jacquinot, 1853).
- Epinephelus suborbitalis Amaoka & Randall, 1990.
- Epinephelus timorensis Randall & Allen, 1987.
- Epinephelus trophis Randall & Allen, 1987.